# Вианен, Пауль ван
Пауль (Паулюс) ван Вианен (Старший) (нидерл. Paulus van Vianen; 1570, Утрехт — 1613, Прага) — нидерландский живописец, скульптор, ювелир, гравёр, плакетист, золотых дел мастер и художник-медальер. «Рудольфинец» — работал в Праге придворным художником императора Рудольфа II Габсбурга. Младший брат Адама ван Вианена, также ювелира, золотых дел мастера и медальера.

## Биография
Родился в семье золотых и серебряных дел мастеров со старинными традициями в этом искусстве. В возрасте десяти лет его отец, ювелир и «златокузнец» (нем. Goldschmied) Виллем Эрстенс ван Вианен отдал Паулюса в обучение вначале в мастерскую утрехтского золотых дел мастера Бруно ван Лейденберха (1530—1604), а затем его брата Корнелиса ван Лейденберха. После завершения образования юноша совершил поездку по Франции, Германии и Италии. Вероятно, учился ювелирному делу в Риме и Флоренции. В Италии он по доносу завистников был арестован инквизицией и находился некоторое время в заключении. После поручительства императора Рудольфа II, при дворе которого ван Вианен позднее будет работать, мастер был освобождён. В 1596—1601 годах ван Вианен жил и работал в Мюнхене, и по решению герцога Максимилиана I, заказы которого он выполнял, получил баварское гражданство и был зачислен в мюнхенскую гильдию ювелиров.
В 1601 году Пауль ван Вианен переехал в Зальцбург и работал при дворе архиепископа Вольфа Дитриха фон Райтенау. В 1603 году мастер поступил на службу к императору Рудольфу II в Праге. Скончался там же во время эпидемии чумы.

## Творчество
Пауль ван Вианен внёс значительный вклад в формирование так называемого «рудольфинского стиля» — придворного искусства времени правления императора Рудольфа II Габсбурга в Праге. Как и его брат Адам, он изготавливал большие тарели, кувшины и вазы с чеканным ренессансным орнаментом, рельефные медальоны и медали, памятные монеты, сосуды — преимущественно из позолоченного серебра с гротесками и изображениями мифологических сцен в стиле итальянского маньеризма и раннего барокко. Вианен также является автором многих свинцовых рельефных плакеток, мотивы которых использовали другие художники: рисовальщики и гравёры, резчики по дереву и чеканщики по серебру. Сам Вианен использовал композиции Джулио Романо, Виргиля Солиса, Венцеля Ямницера. Как живописец он развивал традиции нидерландского пейзажа, заложенные Питером Брейгелем Старшим.
С большой долей вероятности можно считать, что мастер перед мюнхенским периодом некоторое время провёл в соседнем Нюрнберге, так как его композиции на мифологические и библейские темы весьма близки нюрнбергским образцам местных мастеров. В пражских произведениях Вианена ощущается значительное итальянское влияние — как и у многих других нидерландских ювелиров, проходивших обучение в Италии. Изображения фигур в его интерпретации указывают также на некоторые заимствования из произведений рудольфинцев Бартоломеуса Спрангера и Ханса фон Аахена, а его пейзажная живопись отражает впечатления от искусства Руланта Саверея. До наших дней сохранилось значительное количество рисунков Пауля ван Вианена. Они относятся по большей части к его зальцбургскому и пражскому периодам.
Сын Пауля ван Вианена Старшего, Паулюс ван Вианен Младший (до 1613—1652), стал живописцем.

## Галерея
- Пейзаж с ухаживающей парой. Между 1580 и 1613. Бумага, перо, чернила. Рейксмюсеум, Амстердам
- Святое семейство. Между 1580 и 1613. Бумага, итальянский карандаш, размывка тушью. Рейксмюсеум, Амстердам
- Медаль с портретом императора Рудольфа II
- Блюдо с изображениями сцен из истории Дианы и Актеона. 1613. Серебро, литьё, чеканка. Рейксмюсеум, Амстердам
- Плакетка «Аполлон и Дафна». Ок. 1610. Свинец, литьё. Рейксмюсеум, Амстердам
- Плакетка «Поклонение пастухов». Между 1590 и 1600. Бронза, литьё. Национальная галерея искусства, Вашингтон
- Медальон «Подвиг Марка Курция». 1596–1600. Медь, литьё, золочение. Метрополитен-музей, Нью-Йорк